# デイビーズ郡 (インディアナ州)
デイビーズ郡（英: Daviess County、[ˈdeɪviːz]）は、アメリカ合衆国インディアナ州の南西部に位置する郡である。2010年国勢調査での人口は31,648人であり、2000年の29,820人から6.1％増加した。郡庁所在地はワシントン市（人口11,509人）であり、同郡で人口最大の都市でもある。デイビーズ郡は2006年4月2日に一旦中部標準時に移行したが、2007年11月4日には東部標準時に戻した。

## 歴史
デイビーズ郡は1817年に設立された。郡名はケンタッキー州のアメリカ合衆国地区検事ジョセフ・ハミルトン・デイビーズに因んで名付けられた。デイビーズは1811年のティッペカヌーの戦いで戦死した。郡内に入植が始まったのはホワイト川沿いからであり、農夫が収穫物を運ぶために都合が良かった。郡北東部は森が深かったので、1800年代前半は製材業が栄えた。デイビーズ郡は近くのケンタッキー州にあるデイビス郡と同じ名前の由来を持っている。どちらもイリノイ州・インディアナ州・ケンタッキー州3州地域に属している。ただしインディアナ州の方はデイビーズ郡と発音し、ケンタッキー州の方はデイビス郡（[ˈdeɪvɪs]）と発音されている。

## 地理
アメリカ合衆国国勢調査局に拠れば、郡域全面積は1,131.5 km2であり、このうち陸地1,112.4 km2、水域は19.1 km2で水域率は1.69％である。

### 主要高規格道路
| - 州間高速道路69号線 - アメリカ国道50号線 - アメリカ国道150号線 - アメリカ国道231号線 | - インディアナ州道57号線 - インディアナ州道58号線 - インディアナ州道257号線 - インディアナ州道358号線 - インディアナ州道550号線 |

### 隣接する郡
- グリーン郡 - 北
- マーティン郡 - 東
- デュボイス郡 - 南東
- パイク郡 - 南西
- ノックス郡 - 西

## 気候と気象
近年、郡庁所在地であるワシントン市の平均気温は1月の23°F (-5 ℃) から7月の88°F (31 ℃) まで変化している。過去最低気温は1989年12月に記録された-19°F (-28 ℃) であり、過去最高気温は1930年7月に記録された113°F (45 ℃) である。月間降水量は2月の2.69インチ (68 mm) から5月の5.52インチ (140 mm) まで変化している。

## 郡政府
郡政府は憲法による政体であり、インディアナ州憲法とインディアナ州法典によって特別の権力を認められている。

### 郡政委員会
郡政委員会は郡政府の立法府であり、郡の歳出や歳入を管理している。委員は郡内の選挙区から選出され、任期は4年間である。給与、年間予算、特別支出を設定する責任がある。郡レベルで所得税や資産税、消費税、サービス税を課する限定付き権限があるが、所得税と資産税は州の承認を要する。

### 行政委員会
行政委員会は郡政府の行政府である。委員は郡全体を選挙区に選出され、任期は4年間で2年毎に半数が改選される。委員の一人、通常は最も経験のある者が議長になる。行政委員会は郡政委員会が決めた法を実行し、税金を集め、郡政府の日々の機能を管理する責任がある。

### 郡裁判所
郡は幾らかの民事訴訟を扱うことのできる小規模裁判所を維持している。判事は4年間任期で選出され、インディアナ州法廷弁護士協会の会員でなければならない。判事を補助するのがコンスタブルと呼ばれる法執行官であり、やはり4年間任期で選出される。特定の事件における判決に対しては、州レベルの巡回裁判所に控訴できる。

### 郡政府役人
上記以外に、保安官、検視官、監査官、財務官、登記官、測量士および巡回裁判所事務官が選挙で選ばれている。任期は4年間であり、郡政府の異なる部門を監督している。郡政府に選ばれる役人は支持政党を公にすることが求めら、また郡の住人でなければならない。
郡内の各郡区には委託者がおり、消防と救急サービスを管理し、生活保護と墓地の管理、農場の評価を行っている。委託者は3人の委員による郡区委員会の援助を受ける。委託者と郡区委員の任期は4年間で選挙によって選ばれている。
デイビーズ郡はアメリカ合衆国下院議員インディアナ州第8選挙区に属している。インディアナ州議会上院では第39および第48選挙区に属しており、下院では第45、第63および第64選挙区に属している。

## 人口動態
以下は2000年の国勢調査による人口統計データである。
| 基礎データ - 人口: 29,820人 - 世帯数: 10,894 世帯 - 家族数: 7,821 家族 - 人口密度: 27人/km2 - 住居数: 11,898軒 - 住居密度: 11軒/km2 人種別人口構成 - 白人: 97.52% - アフリカン・アメリカン: 0.45% - ネイティブ・アメリカン: 0.23% - アジア人: 0.25% - 太平洋諸島系: 0.02% - その他の人種: 0.99% - 混血: 0.55% - ヒスパニック・ラテン系: 2.08% 先祖による構成 - アメリカ人：32.9％ - ドイツ系：26.7％ - アイルランド系：10.4％ - イギリス系：7.0％ | 年齢別人口構成 - 18歳未満: 29.0% - 18-24歳: 8.6% - 25-44歳: 26.2% - 45-64歳: 21.7% - 65歳以上: 14.6% - 年齢の中央値: 36歳 - 性比（女性100人あたり男性の人口） - 総人口: 97.3 - 18歳以上: 93.6 世帯と家族（対世帯数） - 18歳未満の子供がいる: 35.5% - 結婚・同居している夫婦: 59.8% - 未婚・離婚・死別女性が世帯主: 8.7% - 非家族世帯: 28.2% - 単身世帯: 25.0% - 65歳以上の老人1人暮らし: 12.3% - 平均構成人数 - 世帯: 2.69人 - 家族: 3.24人 収入と家計 - 収入の中央値 - 世帯: 34,064米ドル - 家族: 41,818米ドル - 性別 - 男性: 30,706米ドル - 女性: 20,102米ドル - 人口1人あたり収入: 16,015米ドル - 貧困線以下 - 対人口: 13.8% - 対家族数: 9.6% - 18歳未満: 19.7% - 65歳以上: 12.0% |

全人口の10.52％と5歳から17歳の子供の16.52％は家庭でドイツ語を話している。大半がアーミッシュである。

## 郡区
デイビーズ郡は下記10の郡区に分割されている。
| - バー - ボガード - エルモア - ハリソン - マディソン | - リーブ - スティール - ヴァンビューレン - ビール - ワシントン |

## 都市と町
| - アルフォーズビル - キャネルバーグ - エルノラ - モンゴメリー | - オドン - プレーンビル - ワシントン - 郡庁所在地 |

### 未編入の町
| - ブラックオーク - ケイプハート - コーネッツビル - コーニング - ファーレン | - グレンデール - グラハム - ハドソンビル - ジョーダン - メイズビル | - ペニービル - レイグルスビル - サウスワシントン |